# Jerzy Opara
Jerzy Opara   (Varsòvia, 21 d'agost de 1948) és un piragüista polonès, ja retirat, que va competir durant les dècades de 1960 i 1970.
El 1972 va prendre part en els Jocs Olímpics d'Estiu de Múnic, on fou novè de la competició del C-1 1.000 metres del programa de piragüisme. Quatre anys més tard, als Jocs de Mont-real, va disputar dues proves del programa de piragüisme. Fent parella amb Andrzej Gronowicz guanyà la medalla de plata en el C 2 500 metres, mentre en el C 2 1.000 metres fou quart.
En el seu palmarès també destaquen dues medalles de plata i dues de bronze al Campionat del Món de piragüisme en aigües tranquil·les, així com dotze campionats nacionals entre 1968 i 1975. Una vegada retirat va exercir d'entrenador de la selecció polonesa de piragüisme.